# 1726
| [ Edytuj tabelę ]              | |
| Król Polski                    | - 1709 August II Mocny 1733 |
| Król Afganistanu               | - 1725 Aszraf Chan 1729 |
| Współksiążęta Andory           | - 1714 Simeó de Guinda y Apéztegui 1737 - 1715 Ludwik XV 1774                                                                                     |
| Elektor Bawarii                | - 1679 Maksymilian II Emanuel 1726 - 1726 Karol Albert 1745                                                                                       |
| Sułtan Brunei                  | - 1705 Hussin Kamaluddin 1730 |
| Cesarz Chin                    | - 1722 Yongzheng 1735 |
| Król Czech                     | - 1711 Karol VI Habsburg 1740 |
| Król Danii                     | - 1699 Fryderyk IV 1730 |
| Dalajlama                      | - 1708 Kelzang Gjaco 1757 |
| Cesarz Etiopii                 | - 1721 Bekaffa 1730 |
| Król Francji                   | - 1715 Ludwik XV 1774 |
| Król Hiszpanii                 | - 1724 Filip V 1746 |
| Landgraf Hesji-Kassel          | - 1670 Karol I Heski 1730 |
| Stadhouder Holandii            | - 1702 drugi okres bez stadhoudera 1747 |
| Szach Iranu                    | - 1725 Aszraf Chan 1729 |
| Państwo Wielkich Mogołów       | - 1720 Mohammed Szah 1748 |
| Król Irlandii                  | - 1714 Jerzy I Hanowerski 1727 |
| Cesarz Japonii                 | - 1709 Nakamikado 1735 |
| Kalif                          | - 1703 Ahmed III 1736 |
| Patriarcha Konstantynopola     | - 1716 Jeremiasz III 1726 - 1726 Paisjusz II 1732                                                                                                 |
| Władca Korei                   | - 1724 Yŏngjo 1776 |
| Książę Liechtensteinu          | - 1721 Józef Jan 1732 |
| Sułtan Maroka                  | - 1672 Maulaj Isma’il 1727 |
| Książę Monako                  | - 1701 Antoni I 1731 |
| Król Nawarry                   | - 1710 Ludwik XV 1774 |
| Król Norwegii                  | - 1699 Fryderyk IV 1730 |
| Sułtan Omanu                   | - 1724 Muhammad ibn Nasir 1728 |
| Elektor Palatynatu             | - 1716 Karol III Filip 1742 |
| Papież                         | - 1724 Benedykt XIII 1730 |
| Książę Parmy i Piacenzy        | - 1694 Franciszek 1727 |
| Król Portugalii                | - 1706 Jan V 1750 |
| Król w Prusach                 | - 1713 Fryderyk Wilhelm I 1740 |
| Car Rosji                      | - 1725 Katarzyna I 1727 |
| Cesarz Rzymski (niemiecki)     | - 1711 Karol VI Habsburg 1740 |
| Kapitanowie Regenci San Marino | - 1725 Federico Gozi Marino Beni 1726 - 1726 Tranquillo Manenti Belluzzi Girolamo Martelli 1726 - 1726 Valerio Maccioni Pier Antonio Ugolini 1727 |
| Elektor Saksonii               | - 1694 Fryderyk August I (król Polski) 1733 |
| Król Sardynii                  | - 1720 Wiktor Amadeusz II 1730 |
| Król Szwecji                   | - 1720 Fryderyk I Heski 1751 |
| Król Tajlandii                 | - 1709 Tai Sa 1733 |
| Sułtan Turków                  | - 1703 Ahmed III 1730 |
| Doża Wenecji                   | - 1722 Sebastiano Mocenigo 1732 |
| Król Węgier                    | - 1711 Karol III 1740 |
| Monarcha Wielkiej Brytanii     | - 1714 Jerzy I 1727 |
| Premier Wielkiej Brytanii      | - 1721 Robert Walpole 1742 |

Rok 1726 / MDCCXXVI
stulecia: XVII wiek ~
XVIII wiek ~
XIX wiek

lata: 1716 «
1721 «
1722 «
1723 «
1724 «
1725 «
1726
» 1727
» 1728
» 1729
» 1730
» 1731
» 1736

## Wydarzenia w Polsce
- 3 czerwca – założono Wyższe Seminarium Duchowne w Kielcach.

## Wydarzenia na świecie
- 8 lutego – cesarzowa Rosji Katarzyna I Aleksiejewna powołała Najwyższą Tajną Radę.
- 5 maja – Francuzka Marie Camargo, po skróceniu sukni, jako pierwsza baletmistrzyni wykonała skok w czasie przedstawienia.
- 16 września – w dolinie Sedmídolí zabito ostatniego niedźwiedzia po czeskiej stronie Karkonoszy.
- 10 grudnia – Agnieszka z Montepulciano została kanonizowana przez papieża Benedykta XIII.
- 24 grudnia – założono Montevideo.
- 27 grudnia – kanonizacja św. Peregryna Laziosi przez papieża Benedykta XIII.
- 31 grudnia – papież Benedykt XIII kanonizował patrona młodzieży Stanisława Kostkę.

## Urodzili się
- 6 kwietnia – Gerard Majella, włoski redemptorysta, święty katolicki (zm. 1755)
- 5 maja – Franciszek Jacek Lé Livec de Trésurin, francuski duchowny katolicki, męczennik, błogosławiony (zm. 1792)
- 11 czerwca – Maria Teresa Rafaela Burbon, infantka hiszpańska, delfina Francji jako żona Ludwika Ferdynanda (zm. 1746)
- 14 czerwca – James Hutton, szkocki geolog, główny przedstawiciel plutonizmu (zm. 1797)[1]
- 26 czerwca – Wiktor Amadeusz III, król Sardynii (zm. 1796)
- 3 lipca – Wincenty Józef Le Rousseau de Rosencoat, francuski jezuita, męczennik, błogosławiony (zm. 1792)
- 9 września – Aleksander Karol Lanfant, francuski jezuita, męczennik, błogosławiony (zm. 1792)
- 3 listopada – Bartłomiej Maria Dal Monte, włoski ksiądz, błogosławiony katolicki (zm. 1778)
- 5 grudnia - Mikołaj Piaskowski, polski szlachcic, polityk (zm. 1803)
- 26 grudnia – William Alexander, amerykański kupiec pochodzenia szkockiego, oficer i generał Armii Kontynentalnej.

- data dzienna nieznana: 
  - Armand Chapt de Rastignac, francuski duchowny katolicki, męczennik, błogosławiony (zm. 1792)
  - Mikołaj Clairet, francuski duchowny katolicki, męczennik, błogosławiony (zm. 1792)
  - Jakub Frank, twórca żydowskiej sekty frankistów (nazwanej na jego cześć) (zm. 1791)

## Zmarli
- 2 stycznia – Domenico Zipoli, włoski kompozytor epoki baroku (ur. 1688)
- 18 lutego – Adam Mikołaj Sieniawski, hetman wielki koronny (ur. 1666)
- 26 lutego – Maksymilian II Emanuel, elektor Bawarii (ur. 1662)

## Święta ruchome
- Tłusty czwartek: 28 lutego
- Ostatki: 5 marca
- Popielec: 6 marca
- Niedziela Palmowa: 14 kwietnia
- Wielki Czwartek: 18 kwietnia
- Wielki Piątek: 19 kwietnia
- Wielka Sobota: 20 kwietnia
- Wielkanoc: 21 kwietnia
- Poniedziałek Wielkanocny: 22 kwietnia
- Wniebowstąpienie Pańskie: 30 maja
- Zesłanie Ducha Świętego: 9 czerwca
- Boże Ciało: 20 czerwca